# Panesthia morsus
Panesthia morsus es una especie de cucaracha del género Panesthia, familia Blaberidae.

## Distribución
Esta especie se encuentra en India.